# K部隊
K部隊（Kぶたい 英語: Force K) とは、イギリス海軍が第二次世界大戦中に編成した任務部隊の一つ。最初のK部隊は、ドイツ海軍のポケット戦艦を始末するために、巡洋戦艦1隻と航空母艦1隻を基幹にして1939年10月に編成された（大西洋の戦い）。二番目と三番目のK部隊は軽巡洋艦と駆逐艦で編成された水雷戦隊で、英領マルタ島を拠点に地中海で行動した。地中海攻防戦において、北アフリカの枢軸国軍向けの輸送船団を攻撃し、海上補給路を妨害した。

## 概要
1939年（昭和14年）9月初旬の第二次世界大戦勃発と共に、ドイツ海軍 (Kriegsmarine) のドイッチュラント級装甲艦アドミラル・グラーフ・シュペーが大西洋で活動を開始した。
9月30日、シュペーがブラジル沖合で最初の獲物（商船クレメント）を仕留めたとき、イギリス海軍はドイツ通商破壊艦が南大西洋にいることに気付き、10月3日-4日の遭難者報告から敵艦が「ポケット戦艦」であると認定した。海軍本部のパウンド軍令部長（第一海軍卿）は対策を協議し、ポケット戦艦を捕捉して撃滅するための部隊とは、巡洋戦艦1隻もしくは重巡洋艦2隻が編入され、可能ならば航空母艦1隻が加わるのが望ましいとされた。この方針にのっとって複数の任務部隊が編成され、その一つが空母アークロイヤルと巡洋戦艦レナウンを基幹とするK部隊であった。
アークロイヤル（ライオネル・ウェルズ中将、アーサー・パワー艦長）とレナウンは本国艦隊 (The Home Fleet) の僚艦と別れて、西アフリカのフリータウンにむかった。さらに軽巡ネプチューンやH級駆逐艦も指揮下にいれ、南大西洋でポケット戦艦狩りに従事した。戦果は11月5日に封鎖突破船のウーヘンフェルズを拿捕、11月23日にネプチューンがドイツ商船アドルフ・ヴェルマンを自沈に追い込んだ程度であった。
12月13日にラプラタ沖海戦でシュペーは損傷し、ウルグアイのモンテビデオに逃げ込んだ。殊勲のG部隊（軽巡エイジャックス、アキリーズ、重巡エクセター）も少なからぬ損害を受けて増援を必要としたとき、燃料不足になっていたK部隊がウルグアイに辿り着くのは12月20日以降と見込まれた。しかしイギリスはマスコミなどを通じて「レナウンやアークロイヤルは既にモンテビオ港近海に到達し、シュペーを待ち構えている（実際はエイジャックス、アキリーズ、カンバーランドのみ）」と宣伝し、シュペー艦長ハンス・ラングスドルフ大佐が自沈を選ぶ理由の一つとなった。1940年（昭和15年）2月、レナウンやアークロイヤルは重巡エクセターを護衛してイギリス本土に戻った。
1940年（昭和15年）10月下旬にドイツ本土を出撃したポケット戦艦（重巡）アドミラル・シェーアは、クランケ艦長の指揮下で順調に行動していた。
イギリス海軍は敵通商破壊艦が大西洋にいることに気付き、シーレーンの保護と、ポケット戦艦対策を講じる。この方針により新鋭空母フォーミダブル、重巡ノーフォーク、重巡ベリックでK部隊を再編した。
K部隊はアゾレス諸島南西の海域を捜索するよう命令されたが、シェーアもドイツ仮装巡洋艦トールも捕捉できなかった。
2代目のK部隊は、1941年（昭和16年）10月21日に創設された。これは1941年春季に行われたドイツ国防軍の北アフリカ戦線での攻勢、ゾネンブルーメ作戦の影響を受けてのことである。同年5月のクレタ島攻防戦で連合国軍は大打撃を受けており、地中海艦隊は弱体化していた。マルタも枢軸空軍の絶え間ない空襲に晒され、同地を拠点とする潜水艦や航空機の活動も制約された。このため連合国軍の水上兵力は、北アフリカ戦線へ補給物資を送る枢軸国軍の輸送船団に対して、効果的な妨害が出来なくなっていた。この状況下、イギリス首相ウィンストン・チャーチルはジブラルタルのH部隊を増強すると共に、10月にマルタを拠点とするK部隊を再編することとした。創設当初のK部隊は、軽巡洋艦2隻（オーロラ、ペネロピ）、L級駆逐艦2隻（ランス、ライヴリー）から成っていた。
1941年11月上旬、イタリア王立海軍 (Regia Marina) が護衛する枢軸軍輸送船団（デュースブルク船団）を、K部隊が撃滅して大勝利をおさめた。そしてイタリア軍に「トリポリは事実上封鎖状態にある」と考えさせるまでになった。まもなくマルタに到着したB部隊（軽巡洋艦エイジャックス、ネプチューン、K級駆逐艦2隻が合流したことで、K部隊はさらに増強された。これは非常に効果的で、枢軸国は1941年11月にその補給量の60％にのぼる損害を受けていた。しかし第1次シルテ湾海戦を戦ったあとの1941年12月19日、K部隊とB部隊の艦艇は、イタリア軍の船団を追跡するうちに機雷原に入り込んでしまった。機雷の爆発によって軽巡ネプチューンが沈没、軽巡オーロラとペネロピが損傷した。また駆逐艦カンダハーが救援作業中に触雷した。損傷したカンダハーは、翌日になり駆逐艦駆逐艦ジャガーによって処分された。
この後、マルタ島への枢軸国軍の空襲が強化され、マルタへドイツ軍が空挺作戦を実施する兆候もあり、水上艦艇はマルタ島から撤退することとなった。ペネロピのみはマルタにとどまったが、これはペネロピが撤退するには損傷を受け過ぎていたからであった。同艦は港内に停泊中繰り返し何度も攻撃を受けたため、「胡椒瓶 (HMS Pepperpot) 」というあだ名を付けられた。ペネロピも最終的にはマルタ島を去り、この時が、K部隊の活動の終わりとなった。
1942年（昭和17年）中旬以降、連合国軍はペデスタル作戦とストーンエイジ作戦を実施した。マルタ島に有力な補給船団を送り込み、同時に北アフリカでの反攻作戦（トーチ作戦）にも成功し、北アフリカと地中海戦域の勝利を決定的なものとした。この過程でK部隊は再建された。ストーンエイジ作戦に参加した艦艇からD級軽巡のダイドーとユーライアラスおよび第14駆逐戦隊 (14th Destroyer Flotilla) が分派され、マルタを基地として作戦するようになったのである。